# Maria Fernanda Cândido
Maria Fernanda Cândido (Londrina, 21 de mayo de 1974) es una actriz y ex modelo brasileña. Forma parte de la junta directiva de Casa do Saber.

## Biografía
Maria Fernanda Cândido nació en Londrina el 21 de mayo de 1974, hija de los comerciantes José Reginaldo y Agda Cândido. A los 4 años, su familia se trasladó a Curitiba, donde vivió hasta los 12, cuando se trasladaron a São Paulo. De adolescente, estudió en el Colégio São Luis, en la Avenida Paulista.

## Carrera

### 1988-1996: Modelo
En 1988, a los 14 años, inició su vida profesional como modelo, tras ser descubierta por un productor de moda vecino. Posó para editoriales de moda, portadas de revistas y campañas de marcas famosas. En 1989, a los 15 años, se mudó a París para modelar, modelando para marcas como Versace, Dior y Prada. En 1989, se trasladó a Nueva York para modelar y, en 1992, se trasladó a la capital francesa para otra temporada de desfiles de moda. Siempre impresionado por su disciplina con los horarios. En 1993, decidió poner fin a su carrera de modelo internacional y regresar a Brasil para unirse a la universidad.
En 1994 ingresó a la Facultad de Terapia Ocupacional de la Universidad de São Paulo (USP), donde permanecería por tres años. En 1996, en el tercer año del curso, tomó las pruebas para ser VJ en el programa Ilha do Biquini de MTV Brasil y terminó siendo aprobada. Buscando mejorar frente a las cámaras, encerró la universidad y se fue a estudiar técnica vocal e interpretación en Studio Fátima Toledo.

### 1997-2003: inicios en la televisión
En 1997 graba el estreno de la telenovela A Indomada, y debutó en el escenario teatral con el espectáculo Anchieta, Nossa História. En 1998 hizo una aparición especial en la telenovela Pérola Negra, de SBT, y también actuó en la telenovela Serras Azuis, de Bandeirantes. En la trama vivió la voluptuosa manicura Magali y protagonizó escenas de desnudos, como bañarse en una tina con pétalos de rosa. El éxito realmente llegó en 1999. Después de enviar un videobook al director Jayme Monjardim, en Rede Globo, fue invitada a una audición. Aprobada, formó parte del elenco de la telenovela Terra Nostra, como la italiana Paola. Para el trabajo, incluso buscó un maestro para mejorar su acento italiano. Por su actuación recibió el Trofeo Prensa Revelación del Año y, en 2000, fue elegida la mujer más bella del siglo, en una encuesta sobre el programa Fantástico. En ese momento, incluso la compararon con la actriz italiana Sophia Loren, cuando era joven, por su belleza y por el talento mostrado. La bisabuela de la actriz, como su personaje de la telenovela, llegó a Brasil alrededor de 1880. La actriz es descendiente materna de las familias Bortolacci y Malvezi y Guiraldelli por el lado paterno, originaria de Venecia, en el norte de Italia. "Lo curioso es que utilizo Cândido en mi nombre, que es la única parte brasileña de la familia", enfatiza. Pero incluso el lugar donde sus familiares se asentaron en Brasil es el mismo lugar donde se desarrollará la historia de su personaje, Oeste Paulista. El personaje también es hija del italiano Anacleto, quien trabaja en una finca cafetera, la misma actividad que realizaban sus bisabuelos cuando llegaron a Brasil. Para componer Paola vio películas como Ladrones de bicicletas, Matrimonio italiano y El oro de Nápoles y, para comprender mejor la época en que vivía el personaje, también vio 1900, de Bernardo Bertolucci.
También ese año ganó su primera estrella de televisión, cuando interpretó a la cantante Isa Galvão en la miniserie Aquarela do Brasil. En 2001 se presentó con la obra El Evangelio Segundo Jesús Cristo y, en 2002, volvió a actuar en una trama italiana, pero esta vez en un núcleo brasileño. En la telenovela Esperança, tu personaje Nina es una mujer humilde, pobre, muy atractiva y con un gran sentido de la justicia. Vive con su madre en una casa de vecindad y trabaja en una fábrica de tejidos como obrera. Para componer el personaje, insistió en estudiar el movimiento anarquista, que se originó en Europa y llegó a Brasil a fines del siglo XIX. Uno de los libros que leyó sobre el tema fue Anarquistas, Gracias a Dios, de Zélia Gattai. "Quería entender el espíritu de la gente", explicó en el momento de la telenovela. En 2003 debutó en el cine con la película Dom y ganó el Kikito a la Mejor Actriz, en el Festival de Cine de Gramado.

### 2004-presente: Maduración
En 2004 coprotagonizó la telenovela Como uma Onda, en la que interpretó a la exuberante Lavínia, su primer personaje contemporáneo, una mujer tranquila que vive en un pueblo de pescadores. Ese mismo año, puso en marcha-junto a Pierre Moreau, Gabriel Chalita, Celso Loducca y otros profesionales de distintas áreas-, la Casa do Saber, institución que ofrece cursos y eventos relacionados con diferentes áreas del conocimiento. En 2005 fue elegida para interpretar a la corista Doramar en la miniserie JK, pero debido al embarazo, rechazó la invitación, siendo reemplazada por la actriz Débora Bloch. En 2007, volvió al video en una aparición especial en la telenovela Paraíso Tropical, como la abogada Fabiana, quien tiene una relación extramarital con Antenor, su cliente. Simultáneamente, protagonizó la obra de teatro Pequenos Conjugais Crimes. Posteriormente volvió a quedar embarazada y durante su segundo embarazo rodó la miniserie Capitu, dirigida por Luiz Fernando Carvalho, y fue la segunda vez que la actriz le dio vida al personaje de los ojos de resaca, creado por Machado de Assis. En Dom, película inspirada en la novela del escritor, vivió una versión moderna del personaje.  
En 2008 fue escogida como el rostro oficial en una campaña publicitaria de relojes Orient. durante la primera mitad de ese año. La actriz estuvo presente en las dos campañas para el lanzamiento de la colección que se emitieron durante los meses de abril, mayo y junio. Las modelos femeninas de Orient llegaron al mercado reflejando las principales tendencias mundiales. Su segundo hijo, Nicolás, nació el 17 de octubre de 2008. En 2010, estuvo en la miniserie Dalva y Herivelto - Uma Canção de Amor, como Lourdes, una de las amantes del compositor, y Afinal, o Que Querem as Mulheres?, también dirigida por Luiz Fernando Carvalho, en la que interpreta a la intelectual Monique. Recientemente, fue invitada por el autor Walter Negrão, con quien trabajó en Como uma Onda, para actuar en su próxima telenovela Araguaia, pero declinó la invitación alegando estar involucrada en otros proyectos. Actualmente se prepara para el rodaje de la película Fronteiras de Sangue, con el actor Luciano Szafir.  
En 2012 participó en la serie As Brasileiras, protagonizada por el episodio "A Perseguida de Curitiba". En 2014, fue elegida para la miniserie Felizes Para Sempre, una nueva versión de la miniserie Quem Ama não Mata. En octubre de 2016, es anunciada como nueva contratista de TV Cultura para el programa TerraDois, donde habla de Post-Modernidad junto al psicoanalista Jorge Forbes. Al mes siguiente, María Fernanda fue anunciada para la próxima telenovela de los nueve en Rede Globo. para la telenovela A Força do Querer escrita por Glória Pérez, donde interpretó a la madre de un transexual. En 2017, estuvo en la miniserie Dos hermanos como Estelita en otra sociedad con el director Luiz Fernando Carvalho, quien también la invitó a ser la protagonista de la película A Paixão Segundo G.H.  
En 2016 protagonizó la comedia Troilo e Crésida, junto al actor Ricardo Gelli. La obra es una de las menos conocidas de William Shakespeare y fue dirigida por Jô Soares.
En 2022 hizo el papel de Vicência Santos en Animales fantásticos: Los secretos de Dumbledore.

## Vida personal
En 1994 ingresó a la carrera de Terapia ocupacional en la Universidad de São Paulo (USP), pero tuvo que cerrar por trabajo intenso en el tercer año, regresando solo en 2003 para terminar el último año y graduarse. En 1996 se graduó en interpretación para cine y televisión en Studio Fátima Toledo. El 9 de septiembre de 2005 se casó con el empresario francés Petrit Spahija y tuvo su primer hijo, Tomás, nacido el 23 de enero de 2006. En 2008, dio a luz a su segundo hijo, Nicolas. Se tomó un descanso de la televisión durante unos dos años para dedicarse a la maternidad. Desarrolla proyectos de integración para discapacitados físicos y psíquicos.

## Filmografía

### Televisión
| Año  | Título                                     | Rol                     | Notas                                           |
| ---- | ------------------------------------------ | ----------------------- | ----------------------------------------------- |
| 1996 | A Ilha do Biquíni                          | Ella misma              | VJ                                              |
| 1997 | Al Dente                                   | Ella misma              | VJ                                              |
| 1997 | A Indomada                                 | Mujer                   |                                                 |
| 1998 | Pérola Negra                               | Manoela                 | Cameo                                           |
| 1998 | Serras Azuis                               | Magali                  |                                                 |
| 1999 | Terra Nostra                               | Paola                   |                                                 |
| 2000 | Mundo VIP                                  | Ella misma              | Cameo                                           |
| 2000 | Aquarela do Brasil                         | Isa Galvão              |                                                 |
| 2002 | Esperança                                  | Nina                    |                                                 |
| 2003 | Os Normais                                 | Fabiana                 | Episodio: Casal Que Vive Brigando Não Tem Crise |
| 2004 | Um Só Coração                              | Ana Schmidt             |                                                 |
| 2004 | Como uma Onda                              | Lavínia                 |                                                 |
| 2007 | Paraíso Tropical                           | Fabiana Sampaio         |                                                 |
| 2008 | Capitu                                     | Capitu                  |                                                 |
| 2010 | Dalva e Herivelto: uma Canção de Amor      | Lurdes Torelly          |                                                 |
| 2010 | S.O.S. Emergência                          | Melissa Kutner          | Episodio: Nasce uma Estrela                     |
| 2010 | Afinal, o Que Querem as Mulheres?          | Monique                 |                                                 |
| 2010 | A Princesa e o Vagabundo                   | Queen Valentina         | Especial de fin de año                          |
| 2011 | Acampamento de Férias 2 - A Arvore da Vida | Madre de Lili           | Cameo                                           |
| 2012 | O Brado Retumbante                         | Antonia                 | [ 21 ]                                          |
| 2012 | As Brasileiras                             | Sandra                  | Episodio: A Perseguida de Curitiba              |
| 2012 | Sessão de Terapia                          | Júlia Rebelo            |                                                 |
| 2012 | Saia Justa                                 | Ella misma              | Presentadora                                    |
| 2012 | Lado a Lado                                | Jeanett Dórleac         | Cameo                                           |
| 2013 | Helen Palmer em Correio Feminino           | Helen Palmer            | Narradora                                       |
| 2015 | Felizes para Sempre?                       | Marília Drummond        |                                                 |
| 2016 | Cine Rooftop                               | Ella misma              | Presentadora                                    |
| 2017 | Dois Irmãos                                | Estelita Raposo (jovem) | Episodios: "9–10 de enero de 2017"              |
| 2017 | Sésamo                                     | Ella misma              | Episodio: "7 de março"                          |
| 2017 | TerraDois                                  | Ella misma              | Presentadora                                    |
| 2017 | A Força do Querer                          | Joyce Silveira Garcia   |                                                 |
| 2021 | El presidente                              | Anna-Maria Havelange    | [ 28 ]                                          |
| 2024 | Renascer                                   | Cândida Gouveia         |                                                 |

### Cine
| Año  | Título                                                                  | Papel                               | Notas        |
| ---- | ----------------------------------------------------------------------- | ----------------------------------- | ------------ |
| 2003 | Dom                                                                     | Ana                                 |              |
| 2005 | Sal de Prata                                                            | Cátia                               |              |
| 2010 | Aparecida - O Milagre                                                   | Beatriz                             |              |
| 2010 | A Fronteira de Sangue                                                   |                                     |              |
| 2015 | Apneia                                                                  | mujer en la piscina                 |              |
| 2015 | O Amuleto                                                               | Elisabete                           |              |
| 2016 | Meu Amigo Hindu                                                         | Lívia Monteiro Bueno                |              |
| 2016 | Fé nas Marias                                                           | Narradora                           | cortometraje |
| 2019 | Bio - Construindo uma Vida                                              | Exobióloga                          |              |
| 2019 | Il traditore                                                            | Maria Cristina de Almeida Guimarães |              |
| 2019 | O Incerto Lugar do Desejo                                               | Ana Thereza                         |              |
| 2021 | Bastardi a Mano Armata                                                  | Damiana                             |              |
| 2021 | E então ele decidiu retirar o excesso de melancolia da frente do futuro | Ela                                 |              |
| 2022 | Animales fantásticos: Los secretos de Dumbledore                        | Vicência Santos                     |              |

### Teatro
| Año     | Título                           | Papel                |
| ------- | -------------------------------- | -------------------- |
| 1997–98 | Anchieta - Nossa História        | Índia Jaquaruna      |
| 2000–01 | Paixão de Cristo                 | Maria                |
| 2001–03 | O Evangelho segundo Jesus Cristo | Maria Madalena       |
| 2006–07 | Pequenos Crimes Conjugais        | Lisa                 |
| 2010–11 | Ligações Perigosas               | Marquesa de Merteuil |
| 2013–14 | Toca do Coelho                   | Becca                |
| 2016    | Troilo y Crésida                 | Crésida              |

## Premios y distinciones
| Año  | Premiación                        | Categoría                             | Trabajo              | Resultado | Ref    |
| ---- | --------------------------------- | ------------------------------------- | -------------------- | --------- | ------ |
| 1999 | Melhores do Ano                   | Mejor actriz revelación               | Terra Nostra         | Ganadora  |        |
| 1999 | Troféu Imprensa                   | Revelación del año                    | Terra Nostra         | Ganadora  |        |
| 2000 | Prêmio Arte Qualidade Brasil - SP | Mejor actriz (SP)                     | Terra Nostra         | Nominada  |        |
| 2000 | Troféu Super Cap de Ouro          | Mejor actriz                          | Terra Nostra         | Ganadora  |        |
| 2003 | Prêmio Contigo! de TV             | Mejor actriz de soporte               | Esperança            | Ganadora  |        |
| 2003 | Prêmio Austregésilo de Athayde    | Mejor actriz                          | Esperança            | Ganadora  | [ 43 ] |
| 2003 | Prêmio Arte Qualidade Brasil - SP | Mejor actriz de cine                  | Dom                  | Nominada  |        |
| 2003 | Festival de Cine de Gramado       | Mejor actriz                          | Dom                  | Ganadora  | [ 44 ] |
| 2009 | Prêmio Qualidade Brasil           | Mejor actriz en una serie o miniserie | Capitu               | Nominada  | [ 45 ] |
| 2013 | Prêmio Contigo! de TV             | Mejor actriz en una serie o miniserie | O Brado Retumbante   | Nominada  | [ 46 ] |
| 2013 | Prêmio Arte Qualidade Brasil      | Mejor Actriz de Drama                 | Toca de Coelho       | Ganadora  | [ 47 ] |
| 2015 | Prêmio Contigo! de TV             | Mejor actriz en una serie o miniserie | Felizes para Sempre? | Nominada  | [ 48 ] |
| 2017 | Prêmio Contigo! Online 2017       | Mejor actriz de soporte               | A Força do Querer    | Nominada  | [ 49 ] |
| 2017 | Troféu UOL TV e Famosos           | Mejor actriz                          | A Força do Querer    | Nominada  |        |
| 2019 | Premio Kineo de Cine Italiano     | Mejor actriz de soporte               | Il Traditore         | Ganadora  | [ 51 ] |
| 2019 | Festival de Cannes                | Mejor actriz                          | Il Traditore         | Nominada  | [ 52 ] |